# コスモクロック21

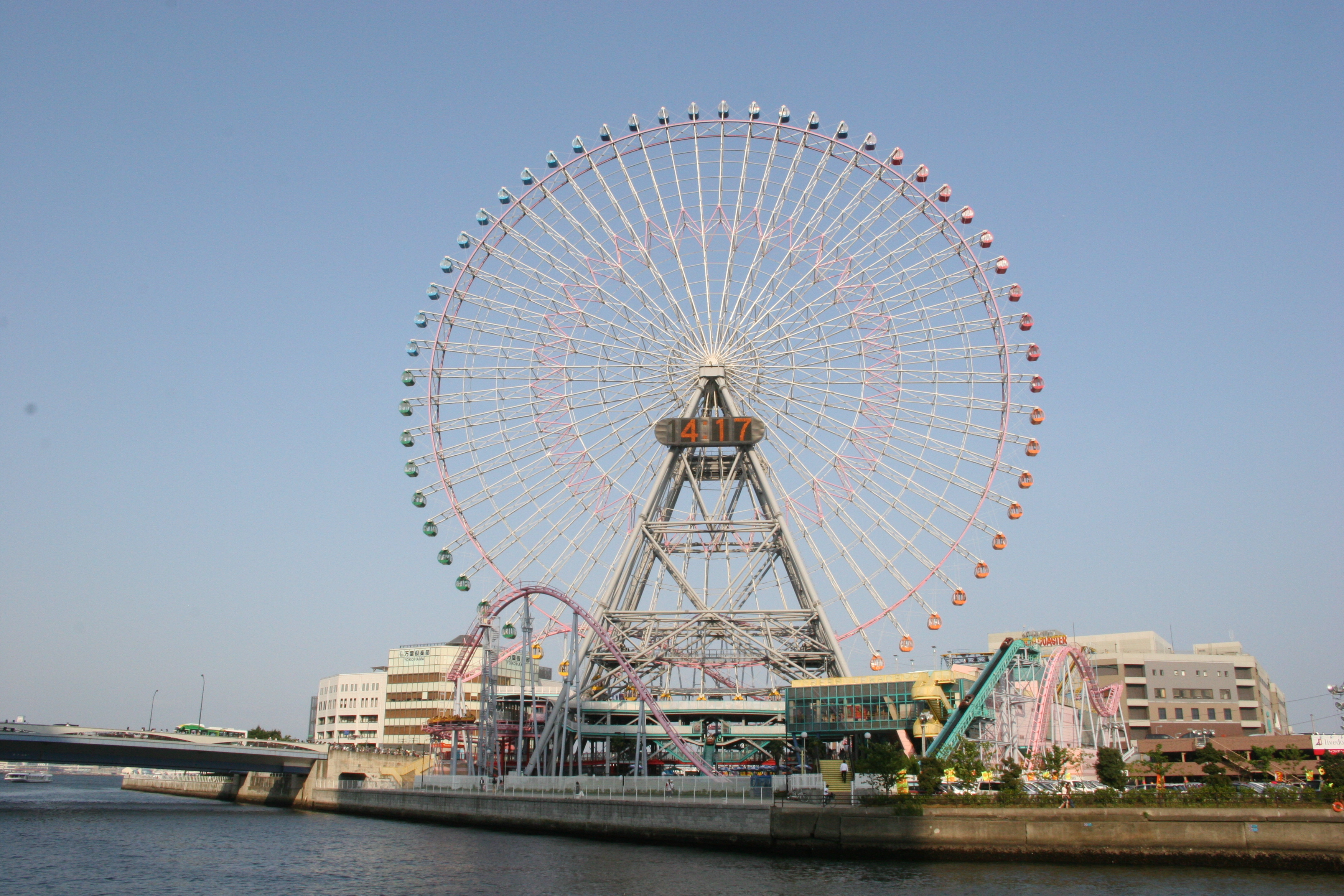
コスモクロック21（2006年5月21日）

コスモクロック21は、神奈川県横浜市中区新港の都市型遊園地「よこはまコスモワールド」に所在する観覧車である。

## 歴史

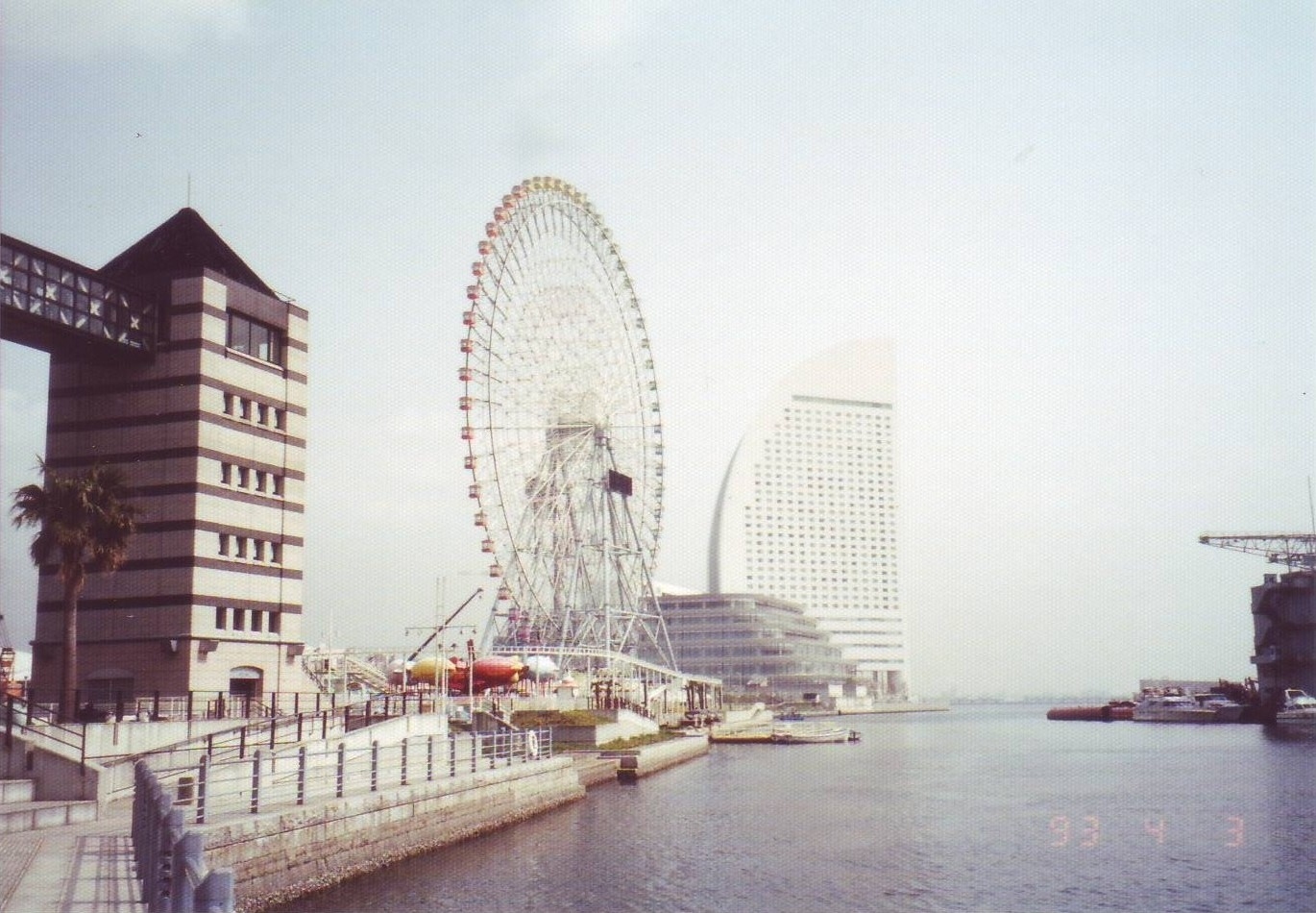
日本丸メモリアルパーク隣接エリアにあった頃（1993年4月3日）

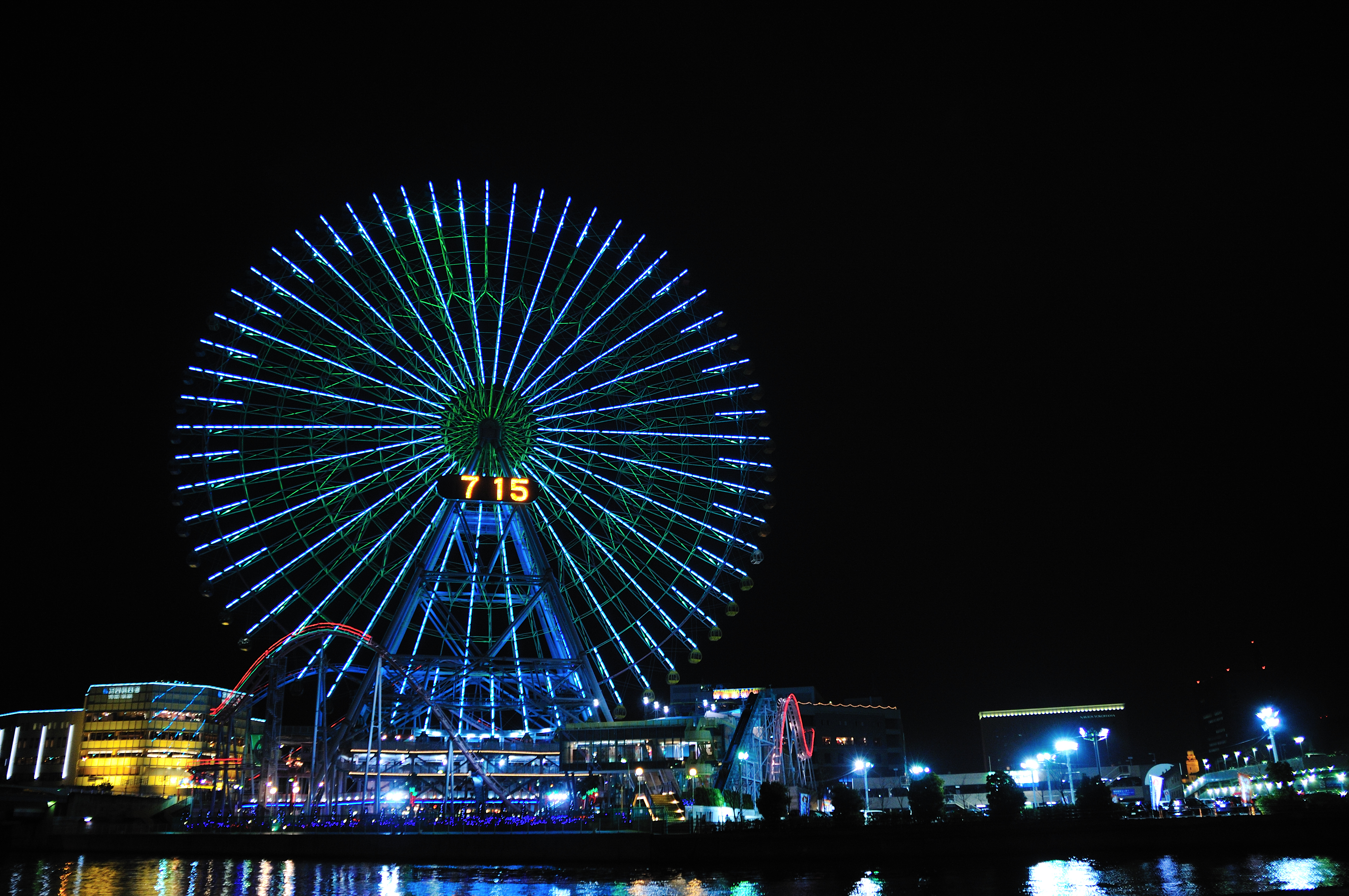
ネオン管等による旧イルミネーション（2009年3月1日）

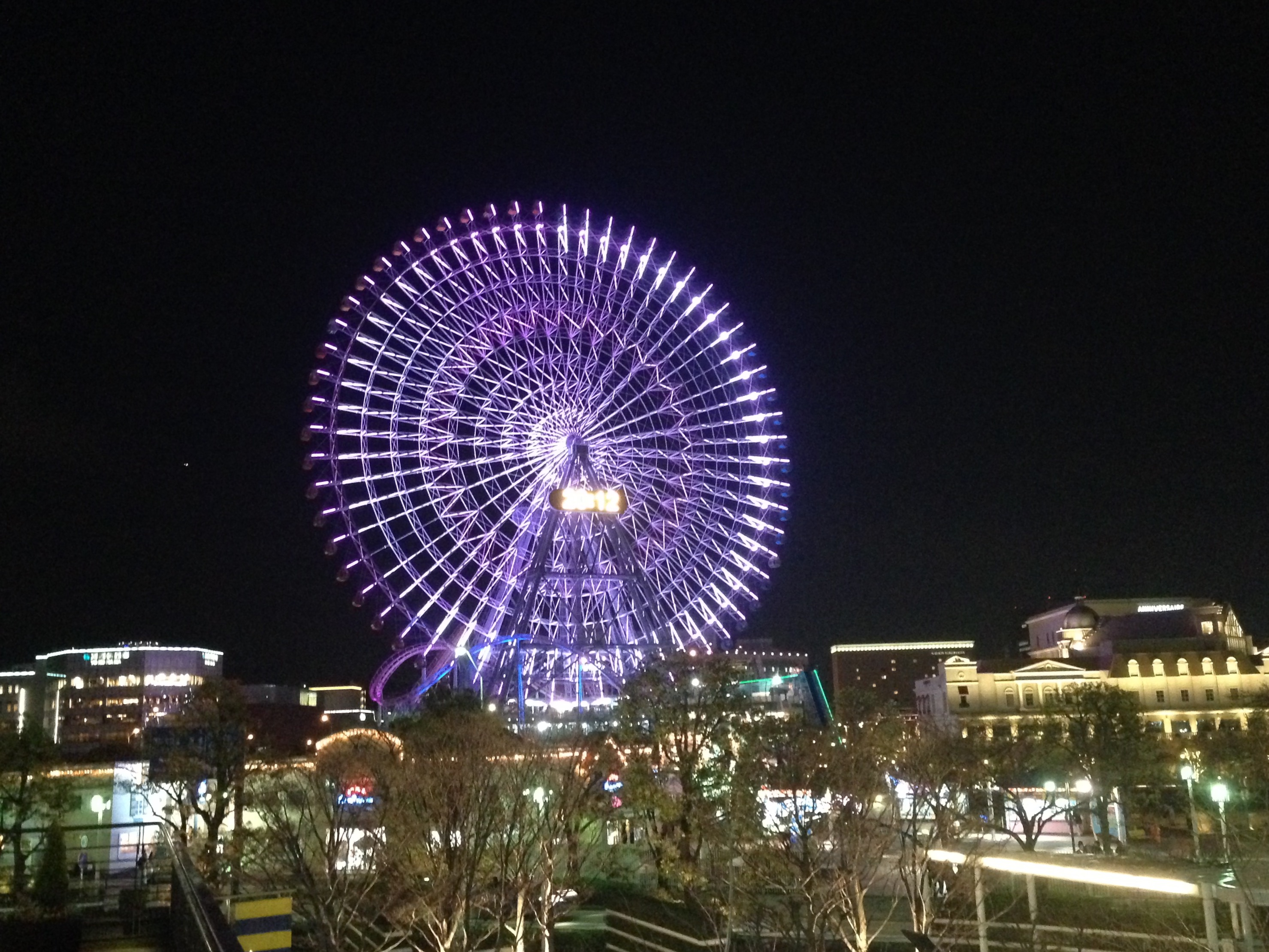
フルカラーLED化後のイルミネーション（2016年3月29日）

1989年（平成元年）に開催された横浜博覧会における泉陽興業のパビリオン「コスモワールド子供共和国」内のアトラクションとして建造された。協賛は大塚製薬で、当時新商品であった「ポカリスエット」の広告が設置されていた。当初は現在地よりも北西側の日本丸メモリアルパーク隣接エリア（対岸のみなとみらい23街区）に設置されており、本来は博覧会期間内のみの運営予定であったが、会場内で最も人気が高かったことから博覧会終了後も運営されることとなり、その後は観覧車の周辺に遊戯施設も設置し、都市型遊園地「よこはまコスモワールド」の一部として組み込まれる形となった。
しかし、みなとみらい地区の発展が顕著になり観覧車の周辺にクイーンズスクエア横浜の建築が行われることになったことから、お互いの景観を守るため1998年（平成10年）に一度営業を終了し解体され、現在の場所へ移築される形で1999年（平成11年）から再び運営されている。なお、コスモワールド自体は暫定利用施設であるが、観覧車のある新港地区（15街区）側は当面存続する見込みである（「よこはまコスモワールド#一部敷地における公園再整備計画」も参照）。
かつてのランドマークとしての役割は後に建設された横浜ランドマークタワーに譲っているが、完成から20年以上経った現在もみなとみらい地区や横浜市のシンボルとしての存在は揺らいでおらず、市民や観光客に親しまれている。
2015年（平成27年）12月から2016年（平成28年）3月にかけて大規模な改修工事が実施された（工事期間中も観覧車には乗車可能）。観覧車の支柱部（回転輪）に設置されたネオン管によるイルミネーションや水銀灯による間接照明、中央にあるデジタル時計がフルカラー（約1670万色）のLEDおよびLED照明に置き換えられたことで、生活情報（天気予報など）の表示や立体的な光の演出などさまざまな表現が行えるようになった（イルミネーションの演出については#ギャラリーも参照）。

## 施設概要
観覧車部分の外周直径は100mで、ゴンドラおよび支柱の総数は60であり、乗車定員480人は日本最大級である。建設は泉陽興業が担当した。
1989年（平成元年）の建造当時は台座を含めた全高は107.5mであり、観覧車のちょうど中央部分に巨大なデジタル時計（シチズン時計）を設置しただけでなく、支柱部（回転輪）にネオン管のイルミネーションも設置し、光により「60」の秒数および分数を刻む構造となっていたことから、「世界最大の観覧車」および「世界最大の時計」としてギネス・ワールド・レコーズに掲載されたこともある。
その後は日本各地で巨大観覧車の造営が相次いだことから、1999年（平成11年）の移築時には台座を嵩上げして全高は112.5メートルとなった。同時にイルミネーション部分もリニューアルされ、毎時15分ごとに回転輪（ネオン管）を利用した打ち上げ花火のような演出が追加となり、夜にはライトアップも実施されるようになった（春はグリーン・夏はブルー・秋はゴールド・冬はピンクというように、四季によってライトアップされる色も変わる）。
2016年（平成28年）3月には前述のように、約17年ぶり（1999年の移築以来）となる大規模リニューアルが実施され、時計表示機やイルミネーションなどがフルカラーLED化された。イルミネーションによる演出（大観覧車 光のアート）はこれまで通り、日没頃(実際は午後4時)から午前0時まで毎時15分ごとに実施される。
なお、移設後の112.5メートルという高さは大阪の天保山大観覧車と同じ高さであるが、同機と本機は建設主や直径・定員も同じで時計の有無を除けばスポークや支柱など外見の構造もほぼ同一の兄弟機となっている。

## 記録
- 1989年から1992年まで、直径・全長（台座を含む高さ）ともに世界一。2007年時点では全長において、日本で4番目、世界で5番目に位置する。
- 1日に乗った最多乗員数：約2万人
- 最長待ち時間：約4時間（2005年12月24日）

## 名称の由来
横浜博覧会のテーマから宇宙を意味する「コスモ (Cosmo) 」、時計を意味する「クロック (Clock) 」、21世紀を意味する「21」。

## 交通案内
- 東日本旅客鉄道（JR東日本）根岸線・横浜市交通局（横浜市営地下鉄）ブルーライン「桜木町駅」から北へ汽車道を通り徒歩約10分
- 横浜高速鉄道みなとみらい線「みなとみらい駅」から東へ徒歩約5分

## その他
- 横浜博覧会の出展施設だった時期には大塚製薬がスポンサーとなっていたことから、デジタル時計の上部に「ポカリスエット」の巨大看板が設置され[1]、さらにゴンドラから降りてきた客に対して同製品（粉末タイプ）の配布もされていた。
- テレビドラマの撮影にもよく使われており、移築される前の1992年に公開された映画『ゴジラvsモスラ』では、派手な見せ場として破壊されている描写がある。また、NNN日曜夕刊の全国エンディングにもよく使われていた。その他のドラマ・映画等の撮影については「よこはまコスモワールド#当施設が登場する作品・番組」も参照のこと。
- 2010年11月にAPEC首脳会議が行われたパシフィコ横浜はゴンドラから見下ろせる位置にあり、狙撃に利用される懸念もあったため、日本国政府によって首脳会議開催期間中の営業禁止措置が取られた。
- 当観覧車と同じく泉陽興業が運営し、2021年4月に開業した都市型ロープウェイ「YOKOHAMA AIR CABIN」では、当観覧車とのセット割引券も用意されている（販売はコスモワールド園内では実施していない）[8]。

## ギャラリー
イルミネーション演出「大観覧車 光のアート」
2016年にフルカラーLED化され、イルミネーションの演出も多彩な表現が可能となった（以下は変化するイルミネーション演出の一部である）。

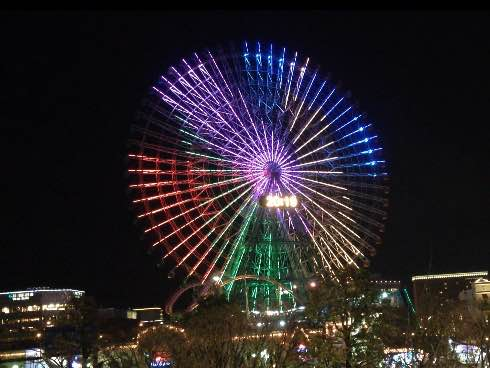
※いずれも2016年3月29日撮影
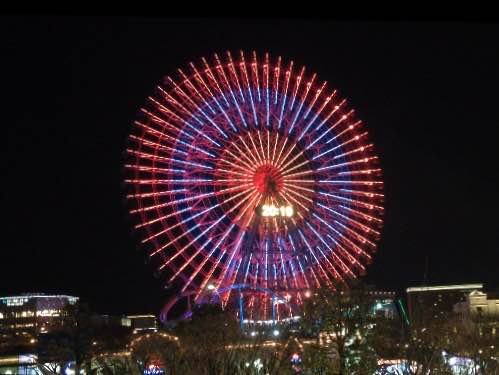
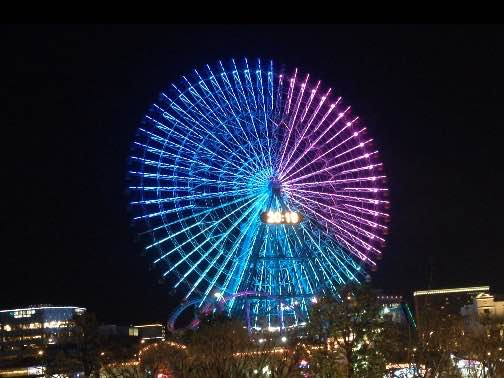
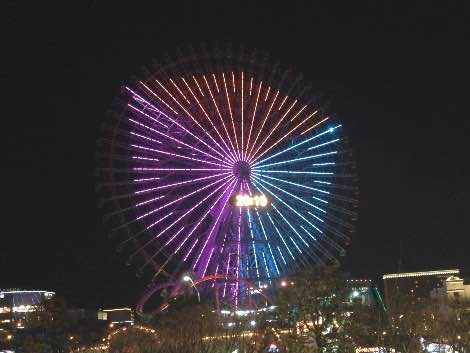